# Aeroporto de Colonia
O Aeroporto de Colonia (IATA: CYR, ICAO: SUCA) também chamado de Internacional de Laguna de los Patos, é um aeroporto localizado próximo a cidade de Colonia del Sacramento, Uruguai.
O Aeroporto de Colonia está afastado 17 km da cidade ao longo da rodovia 1. As companhias aéreas são: ARCO Aerolíneas Colonia S.A., Aero Uruguay e LAPA operando em linhas aéreas entre a cidade e Buenos Aires Aeroparque Jorge Newbery.